# 六四事件中的湖北省
1989年春夏之交，中华人民共和国爆发全国性抗议运动，史称六四事件或八九民运，中国官方称1989年春夏之交的政治风波。期间湖北省各地也有抗议、游行、罢课、集会及其他政治表达行为。这些活动多由学生、工人主导，也包含市民等群体发起，与全国范围内的抗议相呼应。
湖北最大规模的抗议示威发生在省会武汉，另外在荆州、黄冈、孝感、十堰、黄石、宜昌、襄樊等地均有不同程度的响应。

## 武漢
武汉长江大桥等重要交通路线曾经在六四镇压前后被示威者多次堵塞。学生示威者也多次尝试与武汉的大型工业企业工人进行串联。

## 其他城市

### 4月
4月22日，荆州湖北农学院出现了悼念胡耀邦的标语和挽联，并出现了一张悼耀邦的大字报。袁木与大学生对话后,学生开始更积极参加抗议,并有一部分学生要声援北京的学生。

### 5月
5月3日，湖北农学院出现标语呼吁走出校园游行，晚上在通往电影院的路上出现了40张小传单。5月4日,十堰湖北汽车工业学院师生和二汽技术中心的工人、干部组织学生、 工人集会、游行,响应当天全国的五四游行。
5月17日，黄冈地区学生上街游行，声援北京学生静坐绝食，散发张贴传单、标语,冲击黄冈地委、行署机关。黄冈地委、行署负责人对其表明态度“坚决反对动乱”。5月17日，在黄石的湖北师范学院物理系一学生在医院就医时被该医生殴打，该校学生酝酿游行，准备声援北京绝食学生。中旬，十堰市开始有人在公共场所贴出了大小字报乃至美国之音的消息。高校学生开始罢课，上街游行，声援北京静坐绝食的学生。
5月17日，荆州的湖北农学院、江汉石油学院和荆州师范专科学校学生相继上街游行,当晚湖北农学院将近400多名学生上街游行。5月18日，荆州三校准备联合。上午，荆州各校游行队伍到地区行署后，经东门游到沙市,在市政府静坐了三个多小时。15名学生代表同市政府秘书长对话,学生提出了三条要求:一是要肯定学生的行动是正确的,二是要通电声援北京学生,三是要解决学院交通等具体问题,但未能达成协议。5月至6月初,位于荆州的湖北农学院学生先后进行了5次游行，共1681人次参加。晚上，学生代表在湖北农学院校内电影院演讲,总结前两天的游行,并对后期的工作作了安排,决定先休息一天,20日再上街游行。
5月18日，黄石湖北师范学院政治系学生谢文等组织“北京学生绝食请愿活动后援会”，发布“告全院同学书”，号召学生游行、声援北京绝食学生。上午八时，湖北师范学院千余名学生参加游行，傍晚，谢文等宣布“后援会”解散。晚上，历史系陈赤兵等酝酿成立湖北师院北京学生绝食请愿活动声援会。准备第二天联合黄石大学学生游行。
5月18日，十堰的湖北汽车工业学院、同济医大郧阳分院、十堰大学的师生、市直部分新闻单位的记者及二汽、市直部分单位职工举行万人大游行,造成十堰市内交通堵塞,公共汽车被迫改道行驶。宜昌期间亦有学生响应游行示威。咸豐县亦有教师进修学院师生上街游行。
5月19日，黄石湖北师范学院声援会组织学生约六百人游行，并有青年教工、研究生参加。在游行过程中，学生为北京抗议募捐4600元(后寄北京中国红十字总会)并酝酿同黄石市政府对话。当局指北京宣布戒严后参加对话的学生中途单方面退出。
北京宣布戒严后，5月20日，早晨湖北农学院学生准备上街,在学校领导和老师劝说下取消,晚上近200名学生冲出校园,但因事先准备不足,走到园艺场后又折回校园游了一圈便解散了，校方指这次游行“喊了一些错误口号”。至5月31日止,荆州学生游行三次,两次上街,停课四天。期间，湖北农学院出现“湖农民主党”、“中国民盟湖农分会”、“荆沙市高校学联”、“湖农青年教工声援团”、“湖农声援指挥部”、“荆沙地区高校学生联合会”等组织，校方均指组织为非法。部分组织名称只在部分传单、标语、旗帜上出现过,没有正式机构和成员。部分组织在5月下旬解散。
湖北省公安厅报告指出，李鹏发表讲话后，在湖北各地引起强烈反响。多数干部表示支持，认为中央决定果断及时，有利于恢复社会秩序，制止动乱；荆门、沙市、十堰也有人对政府态度转变和新闻封锁表示不满，质疑政策前后不一。此外，襄樊、沙市等地高校学生组织游行，抗议李鹏讲话和戒严令。
5月21日晚，湖北师范学院学生二百余人收听外台信息后，由中文系学生王丹、吴少华等临时纠集到黄石市委、政府门前游行、静坐，凌晨一时许离开。5月26日，湖北师范学院发出通知，要求迅速恢复正常的教学、工作秩序。此后该校进京和外出学生陆续的返校复课，各班学生到课率达95%以上。

### 6月
6月3日，湖北师范学院中文系学生王丹、胡耀云等在外校学生串联下酝酿成立“自治会”。6月4日，得知北京镇压信息之后，湖北省多数高校基本没有上课。6月4日，湖北师范学院学生自治联合会成立，并举办“国事沙龙”抢占学校广播台，播出美国之音、BBC等电台的报道。
荆州各地学生大规模游行抗议，部分受美国之音和从武汉到荆沙串联的学生的影响。6月4日,十堰市内大专院校的学生组织学生高举花圈、呼喊口号进行游行示威。6月5日下午,十堰再次游行后，示威者围堵进出二汽总装厂的5个大门,致使总装厂停产72小时。事后十堰当局统计指“在短短1个多月时间里,全市共发生非法游行、集会、静坐等动乱事件16起”。官方亦指6月4日至7日，襄樊、沙市、孝感等城市“也不同程度出现动乱”。
6月5日，湖北师范学院自治会组织学生抬着花圈，呼喊反政府口号游行和募捐，并冲击大冶钢厂。校方要求自治会交出学校广播台被拒绝。6月6日，自治会组织学生外出搞宣传，导致黄石市公安局被围攻的事件。校方亦研究采取强制措施夺回广播台。
6月7日,湖北农学院宋学东、叶幼文等学生积极组织空校，使七百多人离校,停课十天。6月7日，湖北师范学院自治会继续领导学生外出，到铁山、下陆、黄石市内等地冲击大冶铁矿、省拖、下钢、纺机、华新、黄棉等厂矿企业，传播北京的信息。自治会于当晚向全市发出《讣告》，决定进行追悼会悼念死难学生。晚上，由张国栋主持追悼会，王良致悼词，张道俊、李璐发表演说。次日，湖北师范学院自治会宣布“空校”。学生传言学院将被“军管”，学生陆续离校。当天下午，学生自治会交出了校广播台。

## 后续
官方数据指，湖北省在事后破獲二起“反革命集團案”，“摧毀流竄犯罪團伙”11個，共“取締各種非法組織”31個；27名“非法組織成員到公安機關登記或自首”；拘捕216名“非法組織成員和打砸搶燒各類刑事犯罪分子”。
6月10日,武漢市公安局稱其收審了一支28人組成的「赤膊游擊隊」。6月11日,黄冈地区行署发布《关于确保全区城乡安全和稳定的通告》,分别张贴城乡显要处，制止当地的声援。6月12日,北京高自聯常委方克到武漢市青山區冶金街派出所投案自首。6月14日，武漢市政府發出關於取締「武漢高校學生自治會」的通告，責令他們必須立即解散,七日內到所在地區公安關登記。武漢檢察機關批准逮捕鄧文斌等6名民運分子。湖北電台報導，在襄樊參加臥軌攔車的東北財經大學學生自治會副主任李洪林被湖北公安捉獲。
6月15日,武漢市洪山區檢察院批准逮捕曾摘取湖北省政府牌子的示威者鄧紹武，指其“破壞社會秩序”。武漢市中級人民法院對兩名示威者分別判處有期徒刑三年及七年。迄6月16日,武漢市高校已有十多名民運組織領袖和骨幹分子投案自首。6月18日,被合肥公安通緝的民運組織「人民之聲」廣播站領導者楊鋒在崇阳县被捕。
6月19日，湖北师范学院发出解散該校学生自治联合会的通知，并在此后开始展开对“动乱的清理”。6月24日，湖北電台報導武漢市公安局抓獲試圖獲取槍支的人士。6月26日，武昌區人民法院召開公判大會,對4名破壞交通、攔截火車、堵塞交通的示威者、分別判處徐崇善有期徒刑八年,紀洪生五年;蘇銘四年,葉志彪三年。
7月，湖北省直属机关业余大学讲师、教师党支部书记熊心关被指“丧失党员立场,支持动乱”，被所在单位开除党籍。7月17日，武漢市中級人民法院一審判處在衝突中殺死武警的余春霆、郭振華死刑，並指其「冒充學生領袖」。19日,武漢中級法院在洪山、黃陂、東西湖、和漢陽區等四個區縣召開公判大會，將田家龍等6人處決。7月29日，武漢中級法院召開公判大會，槍決余春霆、郭振華二人;另判處一名死緩刑,二名無期徒刑,九名有期徒刑。
运动平息后，各地学校成立清查专班，对“重点人、重点事件”进行清查。如湖北农学院全院共处理教职工4人,其中给予行政警告、记大过、降级处分的各1人,给予党内警告处分的1人;共处理学生4人,其中开除的2人,严重警告和记过的各1人。有两名学生“因触犯刑律”而分别被判处3年和5年徒刑。
武汉市重型铸锻厂工人姜汉生在八九民运中上街游行，冲在前列，“六四”以后仍和大学生商量对策，并且保证“发动工人保护学生”，被以“颠覆国家政权罪”收容审查，在狱中多次遭到酷刑，关押3个月后判处劳教3年。出狱后，姜仍多次在武汉闹市区拉横幅“平反六四”，并前往北京吊唁赵紫阳等，多次被关精神病院，被强迫吃药造成严重疾病。
武汉自来水公司水厂工人张毅在运动期间积极参与游行。在6月4日下午，张毅在武昌桥头下铁路旁呼吁市民学生参与堵路运动以示抗议，当晚被当局收容审查。当局指控张毅在堵路现场发表“现在不光是武汉的铁路堵了，其它地方的铁路也堵了，只要堵三天，国家领导人某某就要下台”的言论“煽动群众”，此后张被武汉市硚口区法院以“聚众扰乱交通秩序罪”判刑2年，其在狱中遭受酷刑而致听力伤残。
湖北省工会干部学校教师范士貴多次參與遊行示威，並在5月中下旬在中南财经大学食堂墙壁上，以 “狼的嚎叫” 为题，每天书写对抗議进展的评论，总共写了10多篇小字报。1989年11月，范被判处五年有期徒刑，判决书指其“在小字报中宣传煽动: “各校学生自治会速印制各种宣传品广泛散发，派遣有口才、有水平的同学赴生产第一线，号召人民起来进行反独裁、求民主的抵抗运动，全体人民一致行动，把邓（小平）、李（鵬）某赶下独裁宝座。”审判长赵端後來任武昌区人大副主任，而范士贵則被送入湖北第一劳改支队加工塑料。
事后8月，公安局指抓获一名宜昌县文工团演员杨孝华，为台湾特务，指杨在“政治动乱期间……在宜昌市混入游行队伍中,煽动学生冲击我党政领导机关。还预谋散发反动宣传品,企图扩大动乱”。公安局还称杨孝华80年代先后两次偷渡出境,被台湾当局发展接受特务训练,潜回大陆搜集并密报情报，在其住所查获了密写工具、情报底稿等活动证据。

## 另見
- 六四事件
- 1989年中華人民共和國抗議地區列表